# マグダレーナ・ジビュラ・フォン・ヘッセン＝ダルムシュタット
マグダレーナ・ジビュラ・フォン・ヘッセン＝ダルムシュタット（Magdalena Sibylla von Hessen-Darmstadt, 1652年4月28日 - 1712年8月11日）は、ドイツのヘッセン＝ダルムシュタット家の公女で、ヴュルテンベルク公ヴィルヘルム・ルートヴィヒの妃。

## 生涯
ヘッセン＝ダルムシュタット方伯ルートヴィヒ6世とその妻でシュレースヴィヒ＝ホルシュタイン＝ゴットルプ公フレゼリク3世の娘であるマリー・エリーザベトの間の第2子、長女として生まれた。12歳で母と死別後、母方の叔母にあたるスウェーデン王妃ヘートヴィヒ・エレオノーラの許に引き取られた。叔母の支配するストックホルムの宮廷で確固たる信仰心を持つ公女に育ち、その信仰の篤さは終生揺らぐことは無かった。
ヴュルテンベルク宮廷を訪れた際に公世子のヴィルヘルム・ルートヴィヒと婚約し、1673年11月6日にダルムシュタットで結婚式を挙げた。婚礼から半年後に義父のエーバーハルト3世が死去し、後を継いだ夫は4年後の1677年に心筋梗塞で急死した。25歳で未亡人となったマグダレーナ・ジビュラは、義弟のフリードリヒ・カールとともに一人息子エーバーハルト・ルートヴィヒの摂政を務めた。1693年にマグダレーナは摂政を廃し、まだ16歳だった息子に親政を開始させた。
公爵夫人の深い信仰心に基づく迷いなき政治判断は、高い人望を集めた。彼女は多くの教会讃美歌を作曲し、プロテスタント諸教会の讃美歌集に収められた作品も少なくない。1690年から1692年まで作曲家のヨハン・パッヘルベルをオルガン奏者として雇っていた。摂政引退後は寡婦財産のキルヒハイム城（Schloss Kirchheim）で余生を送った。

## 子女
夫との間に1男3女の計4人の子女をもうけた。
- エレオノーレ・ドロテア（1674年 - 1683年）
- エーバーハルディーネ・ルイーゼ（1675年 - 1707年）
- エーバーハルト・ルートヴィヒ（1676年 - 1733年） - ヴュルテンベルク公
- マグダレーナ・ヴィルヘルミーネ（1677年 - 1742年） - 1697年、バーデン＝ドゥルラハ辺境伯カール3世ヴィルヘルムと結婚